# ウズベキスタン駅 (タシュケント)
ウズベキスタン駅（ウズベク語: Oʻzbekiston bekati）はウズベキスタンのタシュケントヤッカサライ地区とシャイハンターフル地区の境にある、タシュケント地下鉄ウズベキスタン線の駅。

## 沿革
1984年12月8日にアリシェル・ナヴォイ-タシュケント間の開通時に駅開業。

## 駅構造
島式ホーム1面2線を有する地下駅。フラットホームの天井はアーチを描いたシャローシングルアーチ構造であり、ランプは綿をモチーフしたデザインで作られており、壁は花崗岩、大理石、陶器、ガンチ、金属、ガラスなどの素材で施されている。
ホームから出口への階段はホーム南端（コスモナフトラル方）のみにある。改札口は入口・出口で分けられており、入口側はセキュリティチェックがある。

## 駅周辺
- イスラム・カリモフ通り（ウズベク語版）
- フモ・アリーナ
- ベショゴチ（ウズベク語版、ロシア語版）
- ウズベキスタン国立音楽院（ウズベク語版、ロシア語版）
- ウズベキスタン共和国大統領府（ウズベク語版）
- ウズベキスタン共和国経済省（英語版、ウズベク語版）
- タシュケント国立経済大学
- タシケント市議会ホール
- ヒルトン・タシケント・シティ
- タシケント・シティ・パーク（英語版、ウズベク語版）

## 隣の駅
タシュケント地下鉄
 ウズベキスタン線
アリシェル・ナヴォイ駅 - ウズベキスタン駅 - コスモナフトラル駅